# Torre Gomà
La Torre Gomà és una casa de Cervera (Segarra) protegida com a Bé Cultural d'Interès Local.

## Descripció
Situada a la cantonada entre l'avinguda Catalunya i l'avinguda de Vallfogona. La torre és de planta rectangular, força estreta, degut al desnivell i la poca superfície de la finca. La seva distribució és de planta baixa i dos pisos amb una torre quadrangular, en un extrem, donant un nivell més d'alçada. Els baixos, que s'obren a l'avinguda de Vallfogona, compten amb una porta cotxera, flanquejada per un ampli sòcol, de filades de carreus, que delimita aquest tram de la casa.
La façana principal, oberta a l'avinguda Catalunya, presenta dos nivells d'obertures disposats de forma irregular, a la primera planta tres d'arc deprimit còncau i a la segona planta sis d'arc pla. La torre compta amb finestrals d'arc a nivell, oberts en totes les seves façanes, i aquests compten amb pilars d'aparell de maó. A la façana posterior, oberta a l'avinguda Catalunya, la primera planta té quatre finestres d'arc pla i, al segon nivell, a més de quatre finestres, té una tribuna de secció pentagonal. La façana principal està rematada per una cornisa motllurada amb cartel·les decoratives.
Els murs de l'edifici estan arrebossats i pintats d'un color vermellós deixant els emmarcaments de les obertures i les cadenes cantoneres, amb el paredat a la vista. El coronament de la façana lateral, presenta un tester de secció semicircular amb un esglaó per banda, flanquejat per pilastres que delimiten la façana i esdevenen pilars sobresortits amb remats piramidals. La coberta del conjunt és de dos aiguavessos amb el carener paral·lel a la façana principal. La torre, en canvi, té una coberta de quatre vessants amb un ampli ràfec d'on se n'observen els cabirons.

## Història
Construïda a pocs metres del molí d'oli de cal Gomà, fotografies de la primer meitat del segle xx mostren aquesta casa amb un rètol que anunciava: «Despacho de J. Gomar» fent referència al fet que en aquesta casa hi havia l'oficina des d'on es gestionava el negoci.